# مايك روز (أكاديمي)
مايك روز (بالإنجليزية: Mike Rose)‏ هو أكاديمي أمريكي، ولد في 1944 في ألتونا في الولايات المتحدة.

## وصلات خارجية
- الموقع الرسمي